# Steilacoom
Steilacoom (Steilacoomamish) /ili the people of the Indian Pink area; biljka poznata pod latinskim nazivom Lithophragma parviflorum, u engleskom nazivana  'small-flowered woodland star'  ili  'Smallflower Fringecup' . Anglizirani oblik Whulshootseed riječi č'tilqwɘbš,/ jedno od plemena Salishan Indijanaca ili lokalnih skupina Puyallupa iz Tacoma Basina na sjeverozapadu Washingtona. Izvorno su se sastojali od 5 bandi: Steilacoom na Chambers Creeku, Sastuck na Clover Creeku, Spanaway na Spanaway Lake, Tlithlow na Murray Creek, i Segwallitchu na Segwallitchu River. Njihovo glavno naselje nalazilo se na mjestu današnjeg Steilacooma. Danas žive na rezervatima Nisqualli, Puyallup i Squaxon Island.

## Vanjske poveznice
- Steilacoom Tribe History  Arhivirana inačica izvorne stranice od 17. prosinca 2007. (Wayback Machine)